# ポセイドン (ミサイル)
ポセイドン（Poseidon, 制式番号はUGM-73）ミサイルは、アメリカ海軍に配備された二番目の潜水艦発射弾道ミサイル(SLBM)である。

## 概要
ポセイドンC-3は、当時のロッキード社によって開発されたUGM-27 ポラリスを直接の祖先とするSLBMで、米海軍にとって二番目の弾道弾システムとなった。ポセイドンC-3はポラリスA-3と同様の二段式固体燃料ロケットだが、ペイロードがより大きくなり、命中精度も向上された。
ポラリスA-3の射程延伸を目指した開発計画は、1963年11月にポラリスB-3として始ったがMIRV化が優先されたため、射程延伸は見送られた。計画名は1965年にZUGM-73 ポセイドンC-3へと変更され、1971年3月には作戦可能となった。完成後は配備中のポラリスを1972年から置き換え始めている。外径が54インチから64インチに拡大されたため、既存のポラリス搭載潜水艦であるラファイエット級弾道ミサイル搭載原子力潜水艦(SSBN)にポセイドンを搭載するためには、潜水艦のミサイル搭載区画を改修する必要があった。このため原子炉の定期点検の際に発射管のライナーを剥がして内径を広げる改修が行われている。
ポセイドンC-3は、1979年からトライデントC-4(トライデントI)への置き換えが始まり、1990年にはトライデントD-5(トライデントII)へ置き換わった。1994年には全てのポセイドンC-3が退役している。ポセイドンC-3は約620基製造され、31隻のSSBNで496基が作戦配備についた。

## 要目
ポセイドンC-3は二段式固体燃料ロケットで単一の可動ノズルによる姿勢制御 (Thrust Vectoring) を行うロケットエンジンを搭載している。長さ10.39 m (34 feet 1.2 inch)、直径1.88 m (6 feet 2 inch)、重量29.2 t (64,400 lb)、射程は最大5,930 km (3,200海里)、CEPは550 mだった。
ポセンドンC-3はポラリスA-3よりもやや長く、かなり重いミサイルだが、MIRV化が優先されたため射程はポラリスA-3と同程度の4,630 km (2,500海里)で運用された。しかしながら天測航法を併用する慣性誘導装置の採用によって命中精度は向上している。バス (Bus、またはPost-Boost Vehicle、PBV) は核出力50 ktのW68核弾頭を搭載するMk.3型再突入体(re-entry vehicle、RV)を最大14基搭載できたが、射程が1,300 km短くなるため実際には10基搭載の射程5,930 kmで運用された。